# Schela (Galați)
Schela is een Roemeense gemeente in het district Galați.
Schela telt 3667 inwoners.